# 花间派

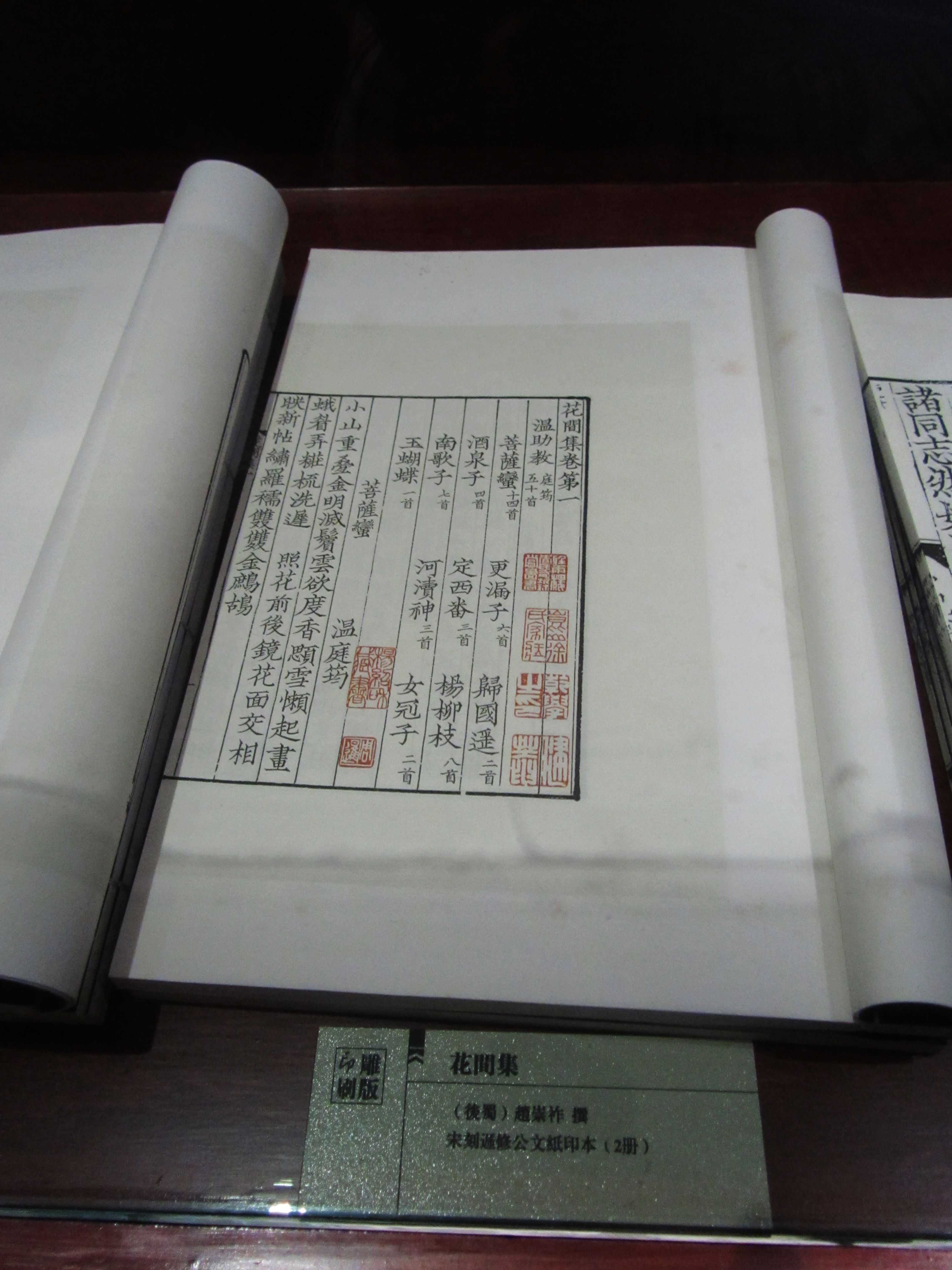
《花间集》宋代刻本，藏于扬州中国雕版印刷博物馆。

花间派是指作品為五代詞集《花間集》所收錄的詞家。代表人物有温庭筠、韦庄、张泌等。
一般认为花间派起源于唐代温庭筠，而繁荣于五代时后蜀。严格意义上讲并不能成为一派。一般认为花间派是指这种文学形式由民间歌曲过渡到文人创作的中间形态。

## 作品特色
花间词的题材多是兒女艷情，離思別緒，绮情闺怨。體制上，花間詞限於小令，不過五六十字，沒有題目，僅有詞調名。風格上，花間詞溫柔婉轉，婉約含蓄，濃艷華美為主，也有清新典麗之作。
花間词在宋代被称为艳科奠定了基础。学术界长期以来认为花间派艺术成就低于宋词。而花间词直接影响了冯延巳和李煜的词风。

## 花间集
为五代时后蜀赵崇祚所纂辑，成集于公元940年，共收录十多位作家的500多首作品。在四庫全書中為集部。词集使用了74种牌调。其中浣溪沙、菩萨蛮、临江仙与酒泉子使用最多。
花间集对各代词风影响甚远。陆游认为花间集有简古之致。
《花間集》，詞總集。五代後蜀趙崇祚編。十卷。有廣政三年(940)歐陽炯序。收錄唐溫庭筠、皇甫松、五代韋莊、薛昭蘊、牛嶠、張泌、毛文錫、牛希濟、歐陽炯、和凝、顧敻、孫光憲、魏承班、鹿虔扆、閻選、尹鶚、毛熙震、李珣共十八家五百首詞，歐序稱「詩客曲子詞」。溫詞居首，詞風濃豔精美，多詠閨情，開花間一派風氣。韋莊疏淡明麗，能注入個人思鄉懷舊之情，與溫詞并稱，代表集中兩種主要風格。

## 延伸閱讀
- 叶嘉莹：〈从女性主义文论看《花间》词之特质 （页面存档备份，存于）〉。
- 叶嘉莹：〈从《花间》词之特质看后世的词与词学 （页面存档备份，存于）〉。